# Bernhard Elias Baumgartner
Bernhard Elias Baumgartner (* 27. August 1874 in Cham; † 2. März 1946 ebenda; katholisch, heimatberechtigt in Cham) war ein Schweizer Politiker (FDP).

## Biografie
Bernhard Elias Baumgartner wurde am 27. August 1874 als Sohn des CVP-Politikers Moritz Baumgartner in Cham geboren. Nach dem Besuch des Gymnasiums in Zug absolvierte er ein Rechtsstudium in Freiburg, München, Leipzig, Strassburg und Berlin. In der Folge leitete Bernhard Elias Baumgartner kurzzeitig ein Anwaltsbüro in Zürich, ehe er von 1906 bis 1913 als Zuger Verhörrichter.
Das Mitglied der FDP war von 1908 bis 1910 im Gemeinderat (Exekutive) und von 1911 bis 1946 Gemeindepräsident von Cham. Von 1911 bis 1946 gehörte Baumgartner dem Zuger Kantonsrat an, den er 1917/18 und 1925/26 präsidierte. Von 1913 bis 1938 war er hauptamtlicher Polizeidirektor des Kantons Zug. Bernhard Elias Baumgartner, der unverheiratet blieb, verstarb am 2. März 1946 im 72. Lebensjahr in Cham.
Er war ein liberaler Politiker aus konservativem Haus, der seiner Gemeinde in schwierigen Zeiten, so während der Weltkriege oder der Weltwirtschaftskrise mit der Schliessung der Chamer Milchsiederei, vorstand.